# گروه برکلی
گروه برکلی (انگلیسی: Berkeley Group) شرکت املاک و مستغلات بریتانیایی است، که در سال ۱۹۷۶ تأسیس شد.